# Улица Мичмана Павлова (Чебоксары)
У́лица Ми́чмана Па́влова — одна из основных улиц Московского района города Чебоксары Чувашской Республики.
Одна из самых длинных улиц Северо-Западного микрорайона, пересекает его с востока на запад.
Начинается от парка 500-летия Чебоксар и улицы 500-летия Чебоксар и заканчивается за новым корпусом Чувашского госуниверситета на пересечении с улицей Надежды, прерываясь в районе улицы Гузовского.
Украшением улицы является церковь Святой великомученицы Татианы (Покровско-Татианинский собор).
С 2008 года планировался вывод с улицы инженерной инфраструктуры.

## Происхождение названия
Названа в честь Павлова Сергея Дмитриевича (1897—1946), революционера, участника штурма Зимнего дворца, командующего войсками 2-й Амурской армии, участника Октябрьской революции 1917 года, Гражданской и Великой Отечественной войн. Прославился в боях на восточном направлении, против армии адмирала Колчака. Позднее командир 1-й Туркестанской стрелковой дивизии, руководитель Военно-морской инспекции НК РКИ СССР, начальник Управления НК совхозов СССР, председатель «Дирижаблестроя». Имя мичмана Павлова ставят в один ряд с именами таких героев, как Чапаев, Щорс и Котовский.
Название этой улице было присвоено решением исполкома Чебоксарского горсовета 3 января 1968 года.
Чебоксарской школе № 27, расположенной на улице Мичмана Павлова, в 1972 году также было присвоено имя Мичмана Павлова (по состоянию на 2020 год школа имя С. Павлова не носит).

## Памятники

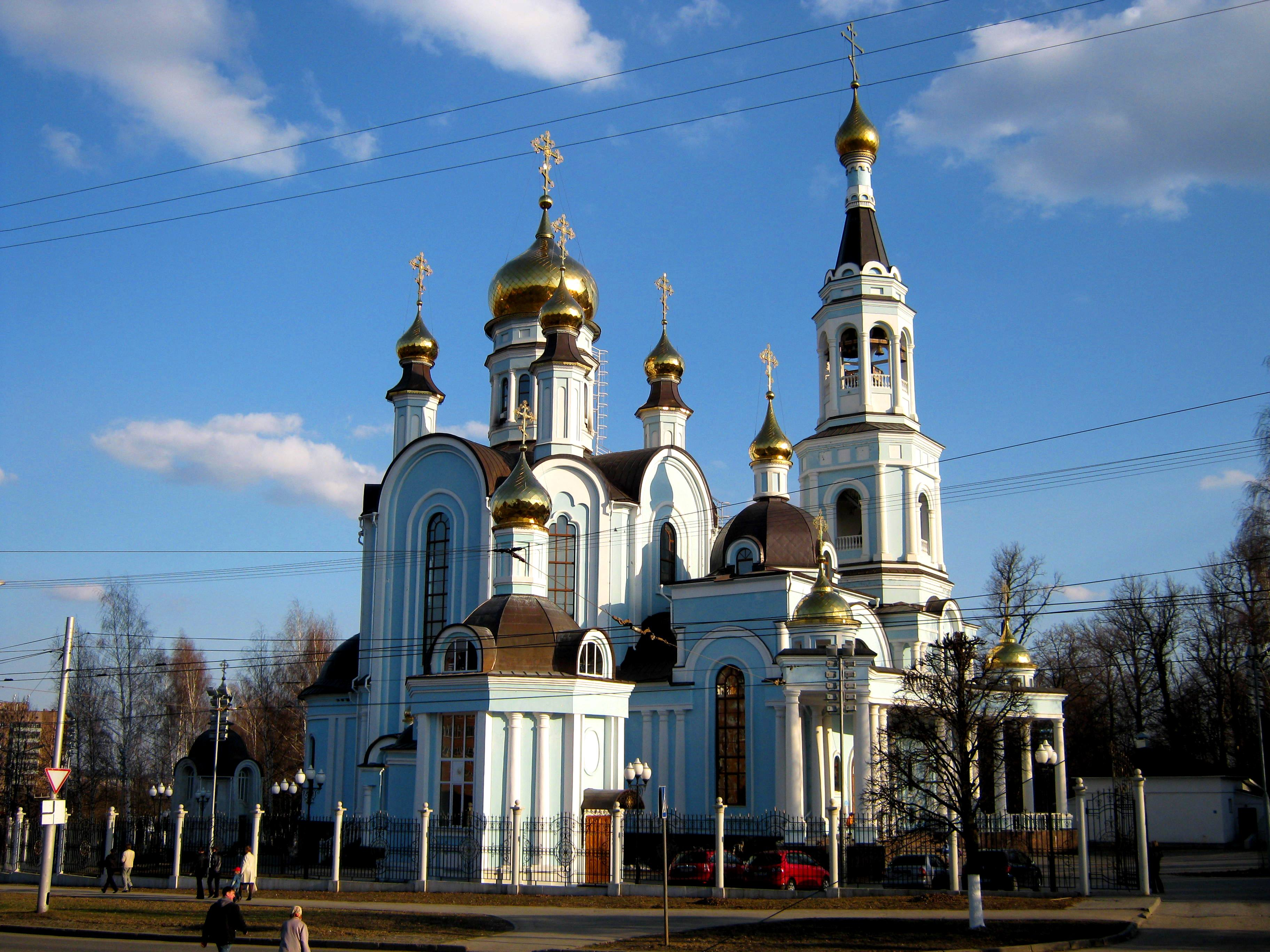
Церковь Святой великомученицы Татианы

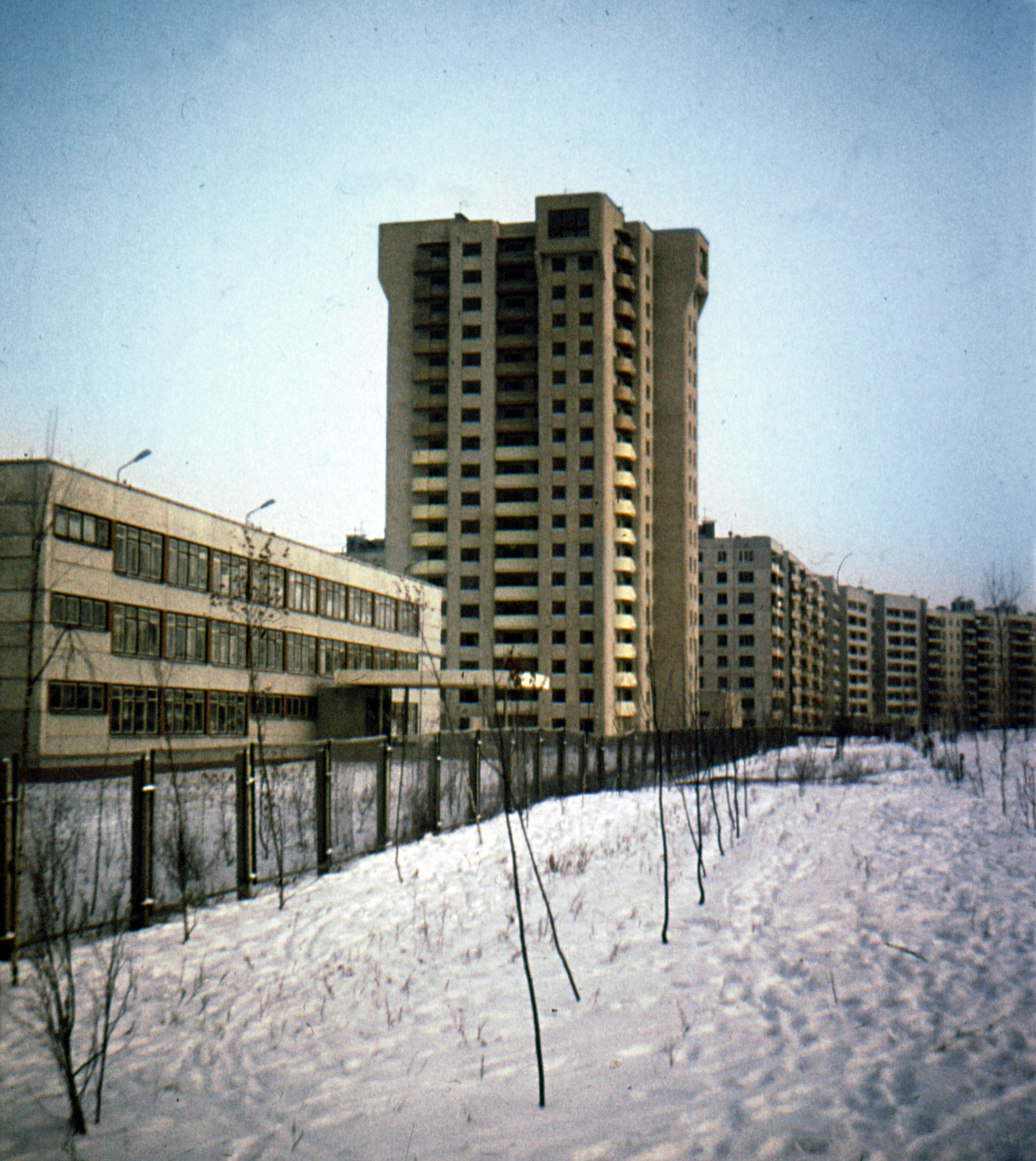
Ул. Мичмана Павлова. На переднем плане — школа № 48. Фото конца 1980-х годов.

- Архитектурно-художественная композиция в честь Бронислава Ильича Гузовского (1860—1914) открыта 14 мая 2010 года.[8][9]
- Мемориальная доска в честь воинов 718-го полка 139-й стрелковой дивизии (установлена в 2010 году на доме № 48/2). Каждый второй её солдат был родом из Чувашии. Солдатам дивизии посвящена известная песня Михаила Матусовского «На безымянной высоте». Они стояли «у незнакомого посёлка», защищая пядь земли против 300 фашистских солдат[10].

## Здания и сооружения
- Дома с 1 по 78 (фото домов)
- № 6а — Детский сад № 54
- № 9 — Школа № 27
- № 9а — Специализированная детско-юношеская спортивная школа олимпийского резерва по настольному теннису и стрельбе из лука имени Ирины Солдатовой
- № 9а — Детско-юношеская спортивная школа по баскетболу им. В. И. Грекова[11]
- № 11а — Детский сад № 82
- № 12 — торговый центр
- № 17 — церковь Святой великомученицы Татианы
- № 22 — магазин «Чебоксарец»
- № 21, 23 — Пожарные части № 7 и 8
- № 25 — Грязелечебница
- № 29 — гостиница «Чувашия-курорт»Гостиница «Чувашия-курорт»

Гостиница «Чувашия-курорт»

- № 33 — универсам «Пятёрочка» (бывший универсам «Копейка»)
- № 33а — Детский сад № 112
- № 34 — «Магнит», аптека «Будь здоров»
- № 35а — Детский сад № 168
- № 39 — дополнительный офис «Сбербанк» № 8613/038
- № 39 — кафе «Парус»
- № 42а — Детский сад № 14
- № 50/1 — Школа № 48
- № 56а — городская детская больница № 1
- № 58а — Отделение почтовой связи 34
- № 62а — Коррекционная школа-детский сад № 2
- № 64 — аптека № 133
- № 78 — школа № 62

## Транспорт
По улице организовано автобусное и троллейбусное движение, движение маршрутных такси:
- Автобус № 42[12].
- Троллейбусы №: 21, 4, 3, 17[13].
- Маршрутные такси № 12.

## Смежные улицы
- Улица 500-летия Чебоксар
- Улица Тимофея Кривова
- Улица Гузовского
- Северо-Западный бульвар
- Улица Эльгера
- Улица 139-й стрелковой дивизии
- Университетская улица
- Бульвар Юности
- Улица Надежды